# Synechodes rotanicola
Synechodes rotanicola – gatunek motyli z podrzędu Glossata i rodziny Brachodidae.
Gatunek ten opisany został w 2004 roku przez Axela Kalliesa.
Samice osiągają 34 mm, a samce 26 mm rozpiętości skrzydeł. Głowa z czarnym czołem i ciemieniem oraz czarno-żółtymi czułkami. Tułów i podstawowa barwa wszystkich skrzydeł czarne. Wierzch przednich skrzydeł miejscami z białawoszarymi i krwistoczerwonymi łuskami, a spód z żółtą plamą. Wierzch tylnych z żółtą przepaską w pobliżu nasady. Odwłok czarny żółtoszarymi krawędziami tylnymi segmentów.
Owad znany tylko z rejonu Mount Gede na indonezyjskiej Jawie.